# Ecrón
Ecrón (hebreo: עֶקְרוֹן ʿeqrōn) fue una de las cinco antiguas ciudades de la Pentápolis filistea ubicada en el suroeste de Canaán.
Durante la Edad del Hierro fue ciudad fronteriza entre Filistea y el reino de Judá.
Después de varios intentos para identificarla con diversos yacimientos arqueológicos durante los siglos XIX y XX, Naveh y Kallai la situaron en Tel Mikné en 1957-1958, una identificación que es ampliamente aceptada en vista del descubrimiento de una inscripción con una dedicatoria real. Tel Mikné consiste en un tell cuadrado que se eleva solo unos pocos metros por encima de la fértil planicie y que consiste en un pequeño montículo superior y otro inferior, más grande, hacia el sur.

## Atribución de las ruinas

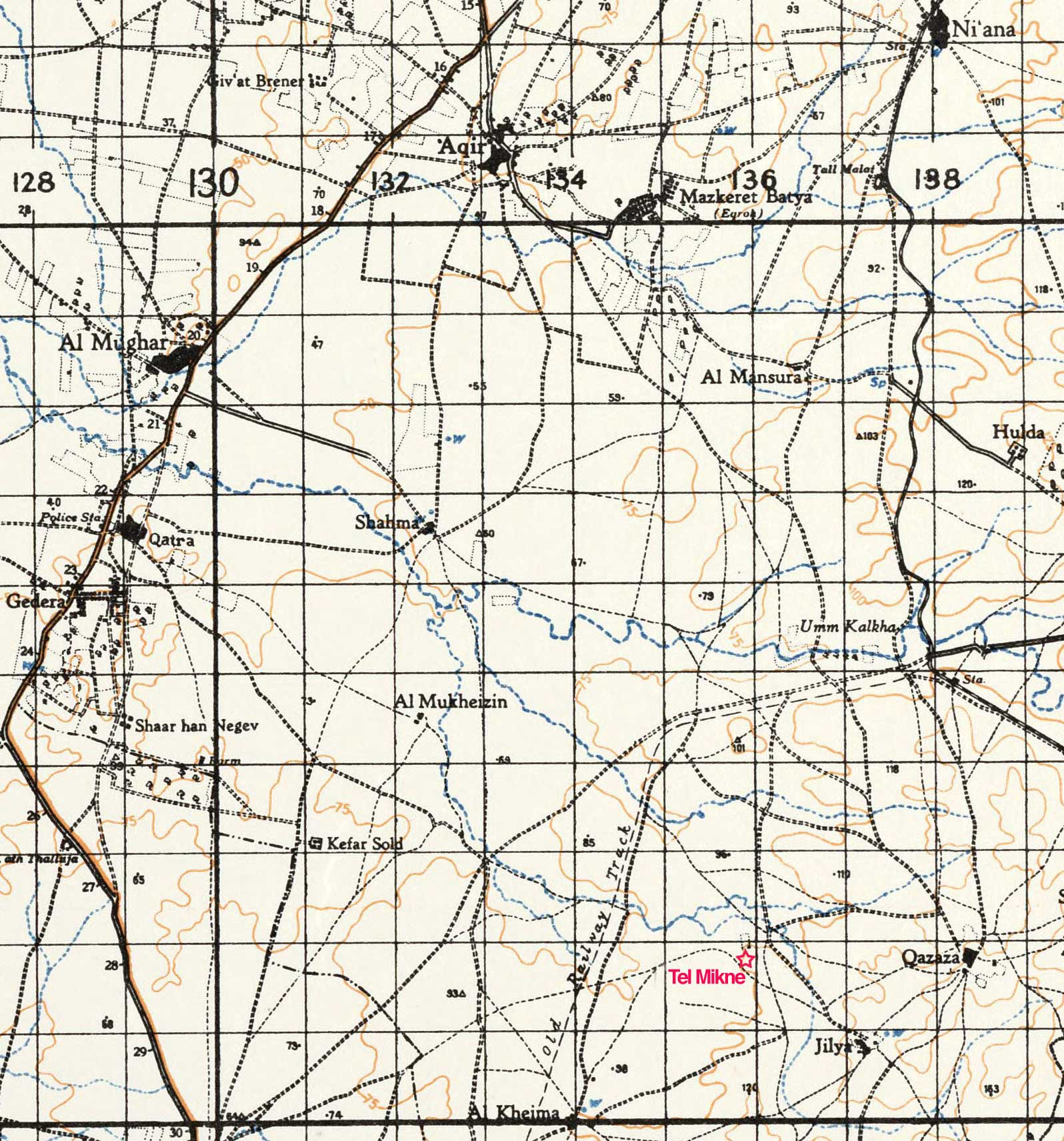
Mapa de 1939 mostrando la región.

Edward Robinson identificó la aldea árabe de Aqir como el sitio de Ecrón en 1838, lo cual era aceptado hasta que fue impugnado por Macalister en 1913, quien sugirió Khirbet Dikerin, y Albright en 1922, quien sugirió Qatra. La identificación de Ecrón como Tel Mikné (Tel Miqne, Khirbet Muqanna) fue sugerida por Naveh y Kallai en 1957-1958, una teoría ampliamente aceptada en la luz de una inscripción de una dedicatoria real encontradas durante las excavaciones de 1996.
Estas últimas son las principales excavaciones, entre 1981 y 1996, en Tel Mikné-Ecrón y fueron llevadas a cabo por T. Dothan de la Universidad Hebrea de Jerusalén y S. Gittin, del Instituto W. F. Allbright de Investigación Arqueológica, Jerusalén, y brindan mucha información sobre la historia y cultura de la Ecrón palestina durante sus 600 años de existencia (desde el siglo XII a. C. hasta finales del VI a. C.). Las pruebas de su identificación como Ecrón fueron halladas en una inscripción descubierta en el complejo del templo durante la última temporada de excavaciones. Se descubrió una inscripción real completa en el estrato de la destrucción babilonia, en el complejo del templo ubicado en la zona de la élite. Era una estructura muy grande, de 57 x 38 m, de diseño arquitectónico asirio, compuesto por un gran patio rodeado de habitaciones. Un gran vestíbulo que probablemente servía de sala del trono, tal como lo indica una plataforma elevada, separaba el patio de un santuario con columnas. La inscripción, tallada sobre una piedra rectangular de 60 x 39 x 26 cm, encontrada en la cella, el sancta sanctorum del santuario, dice:

El templo que él construyó, Akys (Ajish, Ikasu) hijo de Padi, hijo de Ysd, hijo de Ada, hijo de Yair, gobernante de Ecrón, para su señora Ptgyh. Que ella lo bendiga y proteja, prolongue sus días y bendiga su tierra.

La inscripción es única porque contiene los nombres de una ciudad bíblica, Ecrón, y cinco de sus gobernantes (Yair, Ada, Ysd, Padi y Akys). Es la única encontrada in situ en un contexto arqueológico determinado y definido con certeza. El título de "gobernante de Ecrón" constituye la prueba de la identificación de Tel Mikné con la Ecrón bíblica.

## Historia
En el II milenio a. C., Tel Mikné era una gran ciudad cananea, que en un principio cubría todas las partes del tell, pero que posteriormente quedó confinada a la población sobre la acrópolis, en la que se descubrió un edificio público destruido por el fuego en el siglo XIII a. C. Muchas de sus habitaciones fueron usadas como graneros, tal como lo evidencian los cántaros que contenían granos y alimentos fosilizados; un recipiente contenía higos ensartados en hilera, que evocan el "pan de higos secos" bíblico (I Samuel 30:12).
Sobre las ruinas de esta población cananea se descubrió la ciudad filistea del siglo XII a. C. Era una ciudad grande, bien planeada y fortificada que existió durante 200 años y que cubría toda la superficie del tell.

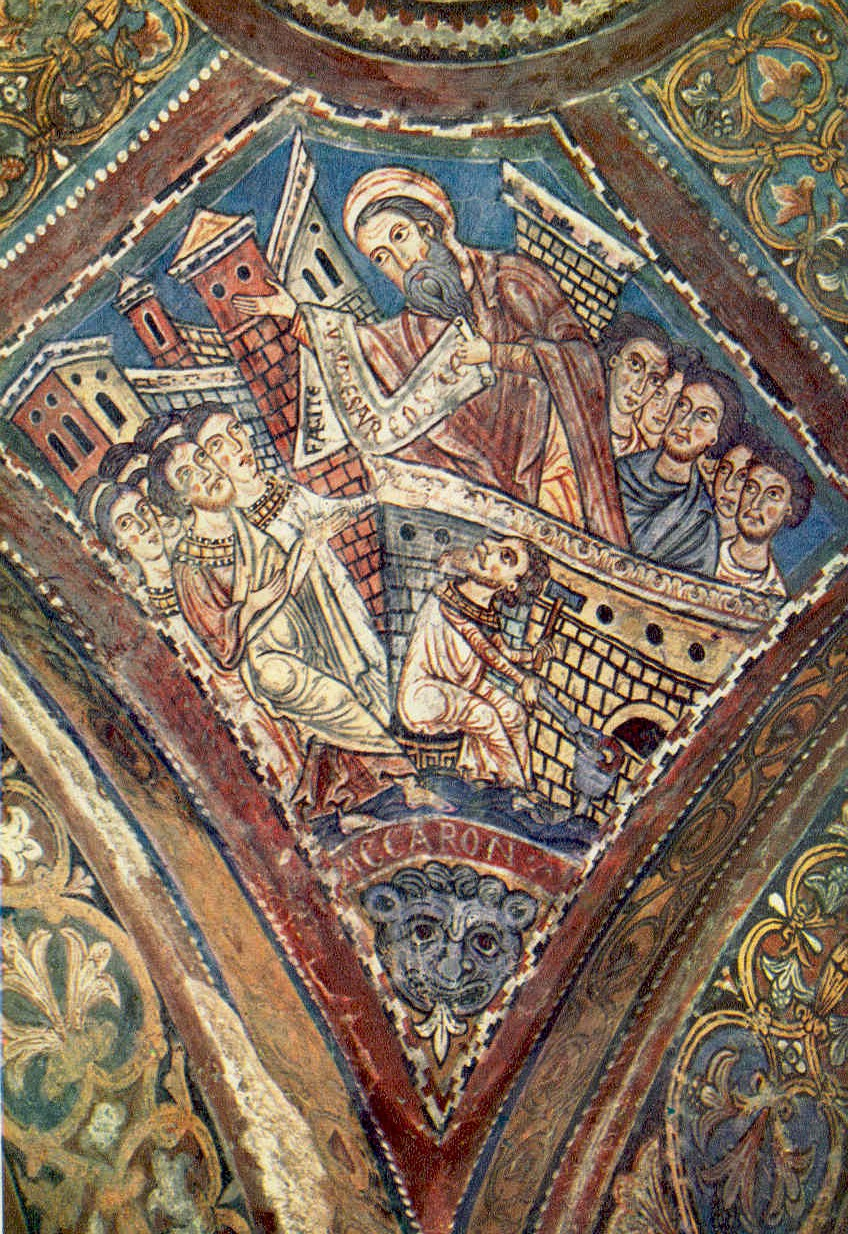
Ecrón imaginado en un fresco medieval ilustrando I Samuel 5-6 (Cripta de la catedral, Anagni, Italia, ca. 1255.)

Ecrón es una de las cinco ciudades filisteas mencionadas en la Biblia. Los filisteos eran uno de los pueblos marítimos que a principios del siglo XII a. C. se traslada de su patria en las islas Egeas, al sur de Grecia, hasta las costas del mar Mediterráneo. Se establecieron a lo largo de las costas del Mediterráneo oriental, al mismo tiempo que los israelitas se asentaban en los montes de Judá. Políticamente independientes, conservaron sus tradiciones, vinculadas con las de la cultura micénica. Características arquitectónicas y muchos otros hallazgos demuestran esta relación, especialmente la alfarería filistea temprana, decorada en tonos pardo y negro, que posteriormente evolucionó en las decoraciones características en negro y rojo sobre un fondo blanco.
Durante los siglos XII-XI a. C., Ecrón floreció enclaustrada en una resistente muralla de ladrillo de 3 m de espesor. En el centro de la Ciudad Baja se encontraba el foco del gobierno real, que consistía en grandes estructuras bien planificadas, como palacios y templos que brindaron una multitud de hallazgos.
De particular interés resulta un edificio grande y bien construido que cubre 240 m². Sus paredes son anchas y fueron diseñadas para sostener un segundo piso, y su entrada, ancha y elaborada, conduce a una gran sala parcialmente cubierta por un techo sostenido por una hilera de columnas. En el piso de esta sala hay un hogar circular pavimentado con guijarros, típico de los edificios micénicos; otros detalles arquitectónicos raros son los bancos y podios embaldosados. Entre otros hallazgos, cabe mencionar tres pequeñas ruedas de bronce con ocho rayos, iguales a las que se solían usar en las tarimas móviles de culto de la zona egea durante ese período, por lo cual se supone que dicho edificio cumplía funciones de culto.
Los numerosos objetos de hierro hallados en él, incluido un cuchillo con mango de mármol labrado, ratifican la afirmación bíblica acerca del monopolio filisteo sobre la producción de armas de hierro (I Samuel 13:19).
Según la Biblia, Ecrón fue asignada a la tribu de Judá (Josué 15:45-46; Jueces 1:18), y posteriormente a la tribu de Dan (Josué 19:43). No obstante, las evidencias arqueológicas indican una floreciente ciudad filistea durante los siglos XII-XI a. C. Cuando el Arca de la Alianza cayó en manos filisteas, fue exhibida en el Templo de Dagón en Asdod, desde donde fue llevada a Ecrón (I Samuel 5:10). Después de la victoria de David sobre Goliat en el Valle de Ela, en la frontera entre Filistea y Judá, los israelitas persiguieron a los filisteos hasta las puertas de Ecrón (I Samuel 17:52).
Ecrón fue probablemente destruida por el rey David durante su campaña contra Filistea a principios del siglo X a. C., y durante 300 años la ciudad filistea se redujo a la zona de la acrópolis sobre el tell. El profeta Amós anunció su destrucción en el siglo VIII a. C (Amós 1:8). En el año 712 a. C, el rey de Asiria Sargón II conquistó Ecrón e inmortalizó el sitio de la ciudad en relieves sobre las paredes de su palacio en Khorsabad.
Durante el siglo VII a. C, Ecrón volvió a ser una ciudad-estado importante y algunos de sus reyes son mencionados en los anales de los reyes neoasirios. Bajo el dominio asirio la ciudad gozó de prosperidad económica, evidencia de lo cual es la expansión de la Ciudad Baja y un nuevo barrio al norte. En el momento de su apogeo cubría 85 ha, por lo que era una de las ciudades más grandes de los tiempos bíblicos. Estaba cuidadosamente planificada y dividida en barrios residenciales, con una zona reservada para los gobernantes y la élite, y áreas industriales y comerciales.
A fines del siglo VII a. C., declinó la fortuna de la ciudad y en 604 a. C. fue conquistada y destruida por el rey babilonio Nabucodonosor. Cuando el ejército babilonio se acercaba a la ciudad, sus habitantes ocultaron sus objetos de valor y algunos de estos tesoros fueron hallados bajo los escombros de las casas destruidas. Uno de ellos consiste en decenas de joyas de plata, piedras preciosas, piezas talladas en plata y lingotes de plata que en aquellos tiempos servían como moneda.

## Economía
Su sostén económico consistía en la producción de aceite de oliva y el comercio. Los edificios industriales habían sido construidos en un denso cinturón junto al contorno interno de las murallas de la ciudad. Un estudio reveló cerca de 115 molinos de aceite, pero solo unos pocos han sido excavados. Los edificios de las fábricas de aceite constan de tres habitaciones y tienen una distribución más o menos uniforme: un recinto para moler y triturar las olivas, otro para separar el aceite y almacenarlo, y la habitación del frente, que da hacia la calle, para la producción textil. Estas fábricas cumplían funciones múltiples: cuatro meses al año para la producción de aceite de oliva y ocho meses, para la industria textil.
El proceso de producción de aceite implicaba en primer término triturar las olivas con una piedra cilíndrica en un gran cuenco rectangular de piedra. A cada lado del cuenco de trituración había trapiches, cada uno de los cuales consistía en una cuba con una abertura superior y una capacidad de decenas de litros, conectada con un gran bloque de piedra. Las cestas de fibra que contenían las olivas trituradas eran ubicadas, una sobre la otra, sobre tablas de madera que cubrían las cubas. Las cestas con las olivas trituradas eran presionadas con gran fuerza usando una larga y pesada viga de madera, uno de cuyos extremos se insertaba en un nicho en la pared, mientras que el otro pendía libremente, con grandes pesas perforadas de piedra cuadrada suspendidas con sogas. El aceite así obtenido se vertía en las cubas, de las que era trasladado a cántaros, en los que era dejado para separarlo del agua residual. Un fragmento de un cántaro ostenta la inscripción "aceite" en tinta negra. Se estima que durante este período, Ecrón producía por lo menos 500 toneladas de aceite al año, lo que la convertía en la productora de aceite más grande descubierta hasta ahora en el mundo antiguo.

## Cultura
La cultura de los habitantes era la filistea local, que había absorbido influencias judaicas y fenicias. Cerca de los trapiches de aceite se encontraron muchos altares de piedra de forma cuadrada, con una ligera depresión en la parte superior y ángulos protuberantes de acuerdo con la tradición judaica, que evocan los altares enastados de la Biblia.